# 雷尔斯贝格
雷尔斯贝格是德国莱茵兰-普法尔茨州的一个市镇。总面积3.81平方公里，总人口186人，其中男性95人，女性91人（2011年12月31日），人口密度49人/平方公里。